# Zdenka Škerlj Jerman
Zdenka Škerlj Jerman,  slovenska prevajalka, * 4. april 1933, Ljubljana, † 22. december 2010.
Prevajala je češko leposlovje. 

## Nagrade
- Sovretova nagrada (1970)